# 極楽寺 (山武市)
極楽寺（ごくらくじ）は、千葉県山武市蓮沼中根にある浄土宗鎮西義の寺院。山号は中根山、院号は光宗院、本尊は阿弥陀如来。上総広常の孫光宗の要請により、記主禅師然阿良忠上人が正嘉元年（1257年）に開山した。

## 開創
寿永2年（1184年）に上総広常が粛清された際、その孫の光宗は家老油井隼人兼房に伴われ従者27人と共に海岸伝いに当地に逃れ河中の小島に仮屋を建て隠れ住んだ。そして低湿地帯の開拓を進め50年を過ぎ一村を成すに至り、光宗は石橋丹後守を名乗った。そのような折、栗山川を隔てた北東の匝瑳郡では、浄土宗第3祖然阿良忠が布教活動を続けており、霊夢を感じた光宗は使いを遣わし良忠を迎え一寺を建てた。開創の際良忠が17日の説法を講じた時、かたわらの蓮沼池の蓮の花が今を盛りと咲き乱れあたかも極楽浄土のありさまであったので、寺名を「極楽寺」と号し、村名を蓮沼と称するに至ったとされている。

## 末寺
ほとんど寺院が天台宗と真言宗の山武市にあって、蓮沼地区にのみ浄土宗の寺院が偏在し、明治時代までは当寺の末寺である蓮光寺、蓮花寺、薬王寺、超勝寺、稱名寺、清浄院、東光院などがあり、このうち蓮沼南の蓮光寺（蓮沼二2235）、蓮沼殿台の蓮花寺（蓮沼イ1847）が現存している。正元元年（1259年）良忠が外護者の椎名八郎胤光と衝突し匝瑳南条荘を去り、多くの浄土宗の寺院が真言宗などに改宗したが、蓮沼地区の寺院は浄土宗のままであり、他の宗派の寺院は存在せず「一円浄土」と呼ばれている。

## 境内
大区小区制のもとでは扱所の庁舎に使用され、明治17年（1884年）戸長役場に変更、町村制施行後は村役場が置かれた。後、補修学校が、現在は蓮沼保育園が置かれている。

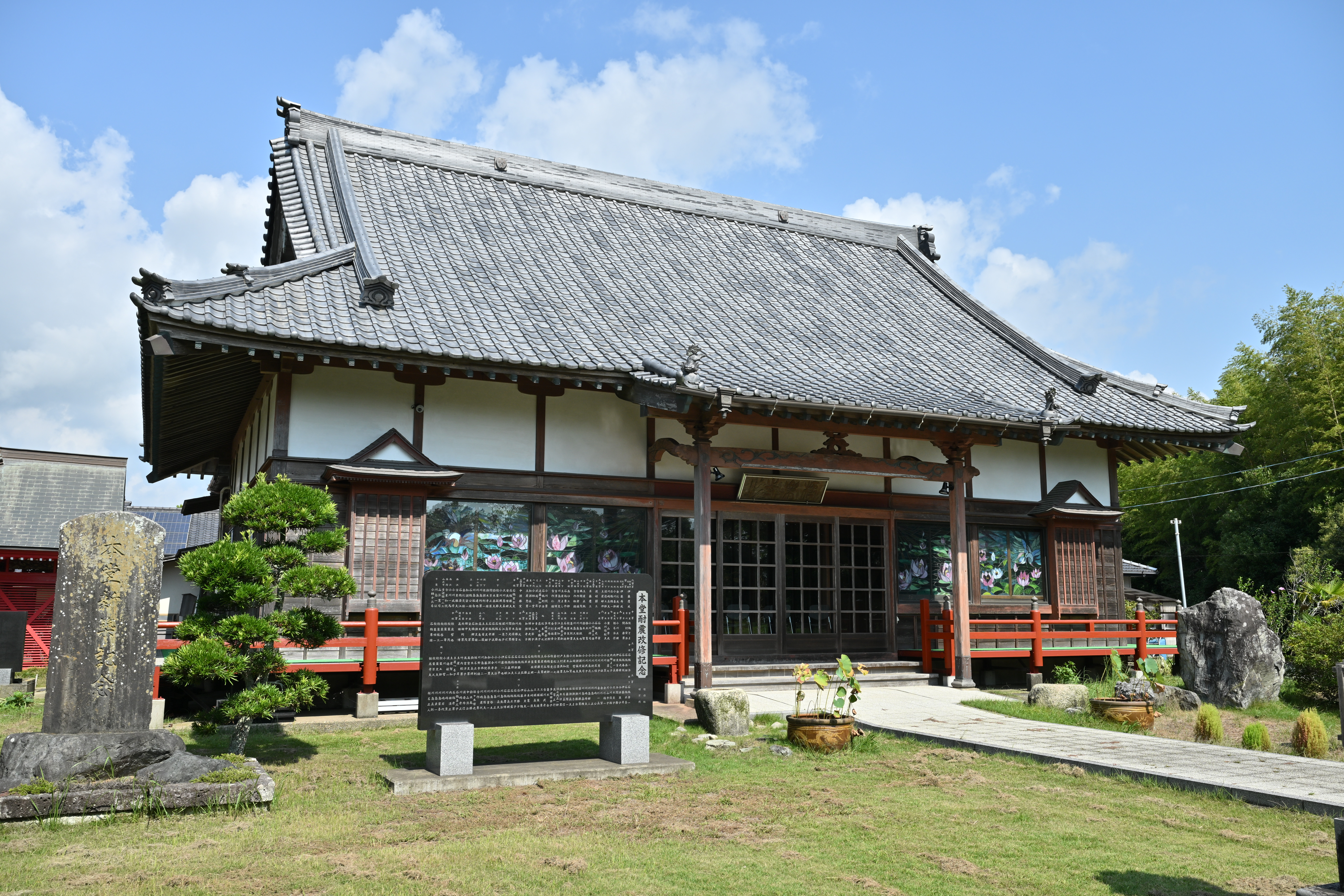
本堂
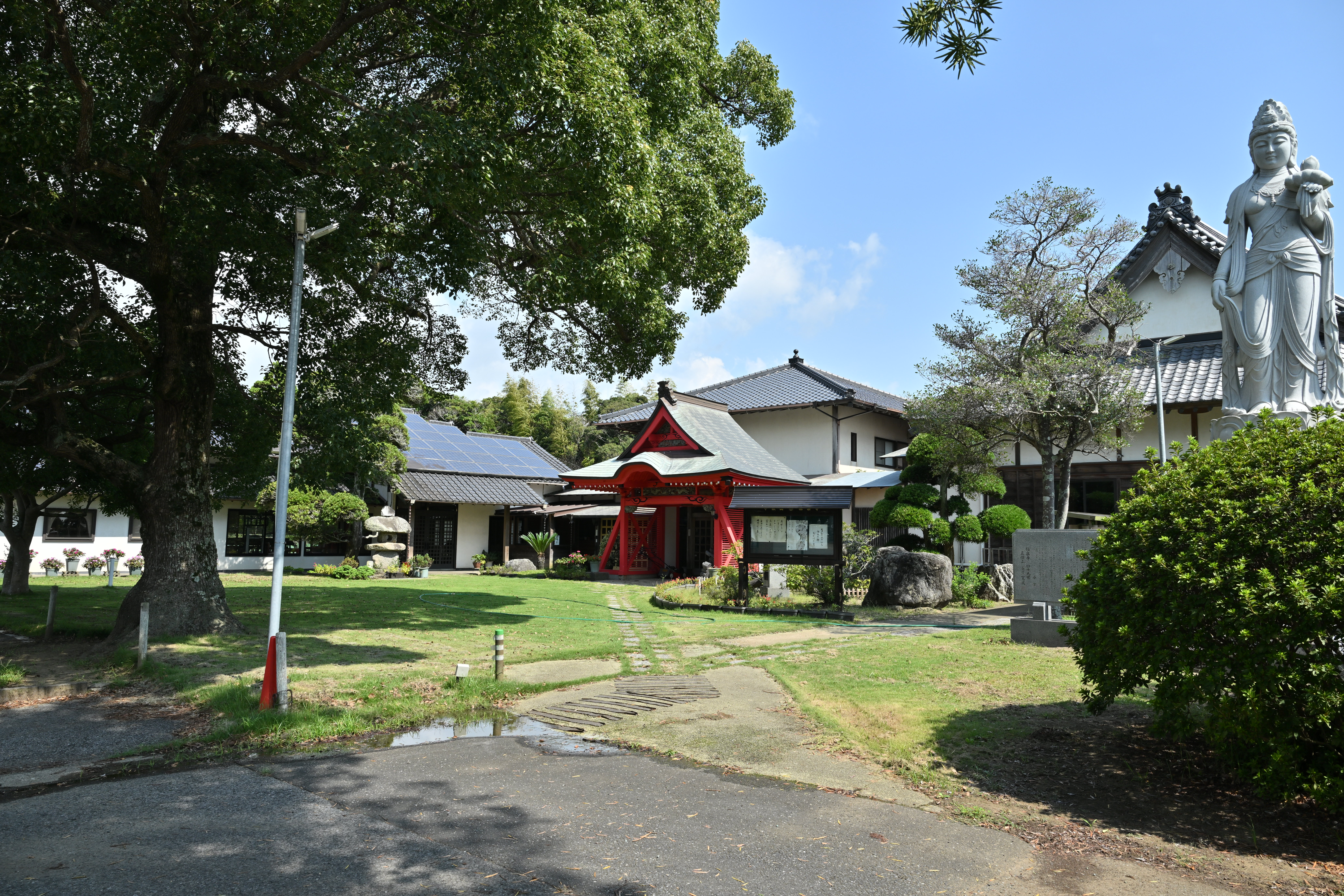
客殿

## アクセス
- 自動車
  - 首都圏中央連絡自動車道松尾横芝ICから芝山はにわ道、10キロメートル。
- 公共交通機関
  - 成田国際空港第2ターミナルまたはJR総武本線松尾駅から空港シャトルバス、蓮沼出張所・オライはすぬま前下車、徒歩3分。